# Copa Chile 2012-13
La Copa Chile 2012-13, (oficialmente la Copa Chile MTS 2012-13 por razones de patrocinio) fue la 33.º versión de este clásico torneo de copa, entre clubes de Chile y en el cual participaron 46 equipos de distintas categorías como:
- Primera División (18)
- Primera B (14)
- Segunda División (6)
- Tercera División (8)

## Antecedentes
La Copa Chile es un torneo oficial de fútbol que comienza con partidos de  eliminación directa entre equipos de Primera B, Segunda División y Tercera División, para luego dar paso a una fase de 8 grupos entre los equipos de Primera División y los ganadores de los partidos señalados anteriormente, en donde clasifican los 2 primeros de los grupos a los octavos de final, que se disputa en partidos de ida y vuelta, que son sorteados previamente por la ANFP al igual que los cuartos y las semifinales. Este campeonato se disputa anualmente entre clubes chilenos. Es organizada por la ANFP, perteneciente a la Federación de Fútbol de Chile. El campeón de la competencia obtiene un cupo para la Copa Sudamericana y a la Supercopa del presente año.
El torneo estuvo interrumpido desde 2000 hasta 2008, año en que se reestructuró por completo, pasando de un formato de grupos a un formato de playoffs y abriendo la participación a equipos de Primera B, Tercera División y Tercera B, sumándose a los equipos de Primera División. Gran parte del torneo es jugado en paralelo a estos campeonatos. También contó con la participación de equipos invitados, provenientes de torneos regionales de la ANFA.
El actual campeón del torneo es Universidad de Chile, que venció en la final jugada en el Estadio Germán Becker de Temuco a Universidad Católica, por dos goles a uno. Esto le permitió clasificar a la Copa Sudamericana 2013 y a la recién creada Supercopa de Chile 2013. El club con más títulos es Colo-Colo, que ha alzado la copa en diez oportunidades.
Para esta edición, la ANFP inhabilitó a la Corporación Arturo Fernández Vial de la Tercera División, debido a la participación confirmada de la sociedad anónima del club, que participa en la Segunda División.
La ANFP decide que a partir de esta edición, la Copa Chile adopta el sistema del fútbol europeo, se inicia en junio de 2012 para terminar en enero de 2013. Además las siguientes ediciones de la Copa Chile se iniciarán en el mes de julio para luego finalizar en mayo similar a la Liga de Campeones de la UEFA.
Además, el campeón se ganará el derecho de enfrentar, al campeón del Torneo Transición de Primera División 2013, en la recién creada Supercopa de Chile 2013, que se jugará a partido único en sede por definir, el próximo 10 de julio del año en curso.

## Equipos participantes

### Primera División (18 clubes)
| Equipo                                                                           | Ciudad      | Estadio                     | Capacidad | Resultado Copa Chile 2011 |
| -------------------------------------------------------------------------------- | ----------- | --------------------------- | --------- | ------------------------- |
| Audax Italiano                                                                   | Santiago    | Municipal de La Florida     | 12 000    | Cuartos de final          |
| Cobreloa                                                                         | Calama      | Municipal de Calama         | 13 000    | Tercera fase, lugar 29.º  |
| Cobresal                                                                         | El Salvador | El Cobre                    | 20.752    | Tercera Fase, Lugar 11°   |
| Colo-Colo                                                                        | Santiago    | Monumental                  | 47.017    | Tercera Fase, Lugar 21°   |
| Archivo:600px 600px bisection vertical White HEX-0033CC.svg Deportes Antofagasta | Antofagasta | Parque Juan López           | 4.000     | Segunda Fase              |
| Deportes Iquique                                                                 | Iquique     | Tierra de Campeones         | 14.000    | Cuartos de final          |
| Deportes La Serena                                                               | La Serena   | La Portada                  | 12.500    | Semifinal                 |
| Huachipato                                                                       | Talcahuano  | CAP                         | 10.500    | Cuartos de final          |
| O'Higgins                                                                        | Rancagua    | El Teniente                 | 12.500    | Tercera Fase, Lugar 26°   |
| Palestino                                                                        | Santiago    | Municipal de La Cisterna    | 6000      | Tercera Fase, Lugar 32°   |
| Rangers                                                                          | Talca       | Fiscal de Talca             | 8000      | Tercera Fase, Lugar 12°   |
| Santiago Wanderers                                                               | Valparaíso  | Elías Figueroa Brander      | 15.000    | Tercera Fase, Lugar 23°   |
| Unión Española                                                                   | Santiago    | Santa Laura-Universidad SEK | 22.000    | Tercera Fase, Lugar 10°   |
| Unión La Calera                                                                  | La Calera   | Nicolás Chahuán Nazar       | 8000      | Tercera Fase, Lugar 15°   |
| Unión San Felipe                                                                 | San Felipe  | Municipal de San Felipe     | 10.000    | Tercera Fase, Lugar 31°   |
| Universidad Católica                                                             | Santiago    | San Carlos de Apoquindo     | 20.000    | Campeón                   |
| Universidad de Chile                                                             | Santiago    | Estadio Nacional de Chile   | 50.000    | Tercera Fase, Lugar 9°    |
| Universidad de Concepción                                                        | Concepción  | Ester Roa                   | 35.000    | Semifinal                 |

- Deportes Antofagasta juega en el Estadio Parque Juan López debido a que el Estadio Regional de Antofagasta estuvo en remodelación.

### Primera B (14 Clubes)
| Equipo                | Ciudad       | Estadio                    | Capacidad | Resultado Copa Chile 2011 |
| --------------------- | ------------ | -------------------------- | --------- | ------------------------- |
| Barnechea             | Santiago     | Municipal de La Pintana    | 6000      | Segunda Fase              |
| Coquimbo Unido        | Coquimbo     | Francisco Sánchez Rumoroso | 18.750    | Tercera Fase, Lugar °24   |
| Curicó Unido          | Curicó       | La Granja                  | 8000      | Tercera Fase, Lugar °16   |
| Deportes Concepción   | Concepción   | Ester Roa "Collao"         | 35.000    | Tercera Fase, Lugar °18   |
| Deportes Puerto Montt | Puerto Montt | Chinquihue                 | 6000      | Tercera Fase, Lugar °17   |
| Everton               | Viña del Mar | Sausalito                  | 22.000    | Tercera Fase, Lugar °19   |
| Lota Schwager         | Coronel      | Federico Schwager          | 5.700     | Tercera Fase, Lugar °22   |
| Magallanes            | Santiago     | Santiago Bueras            | 8000      | Subcampeón                |
| Naval                 | Talcahuano   | Ramón Unzaga               | 7.000     | Tercera Fase, Lugar °33   |
| Ñublense              | Chillán      | Nelson Oyarzún             | 12.000    | Tercera Fase, Lugar °14   |
| San Luis              | Quillota     | Lucio Fariña               | 7.500     | Tercera Fase, Lugar °25   |
| San Marcos de Arica   | Arica        | Carlos Dittborn            | 14.373    | Tercera Fase, Lugar °20   |
| Santiago Morning      | Santiago     | Municipal La Pintana       | 6000      | Cuartos de final          |
| Unión Temuco          | Temuco       | Germán Becker              | 18 500    | Tercera fase, Lugar °13   |

### Segunda División Profesional (6 Clubes)
| Equipo             | Ciudad      | Estadio                    | Capacidad | Resultado Copa Chile 2011 |
| ------------------ | ----------- | -------------------------- | --------- | ------------------------- |
| Deportes Copiapó   | Copiapó     | Luis Valenzuela Hermosilla | 8000      | Tercera Fase, Lugar 30°   |
| Deportes Melipilla | Melipilla   | Roberto Bravo Santibáñez   | 6.500     | Primera Fase, Ronda 2     |
| Deportes Temuco    | Temuco      | Germán Becker              | 18.500    | Tercera Fase, Lugar 27°   |
| Fernández Vial     | Concepción  | Ester Roa "Collao"         | 35.000    | Primera Fase, Ronda 2     |
| Iberia             | Los Ángeles | Municipal de Los Ángeles   | 4.150     | Segunda Fase              |
| Provincial Osorno  | Osorno      | Rubén Marcos Peralta       | 10.500    | Segunda Fase              |

### Tercera División (8 clubes)
| Equipo               | Ciudad       | Estadio                   | Capacidad | Resultado Copa Chile 2011 |
| -------------------- | ------------ | ------------------------- | --------- | ------------------------- |
| Colchagua            | San Fernando | Jorge Silva Valenzuela    | 5.900     | Primera Fase, Ronda 2     |
| Deportes Linares     | Linares      | Municipal de Linares      | 7.000     | Segunda Fase              |
| Deportes Quilicura   | Santiago     | Municipal de Quilicura    | 1.225     | Primera Fase, Ronda 2     |
| Deportes Valdivia    | Valdivia     | Félix Gallardo            | 3.000     | Primera Fase, Ronda 1     |
| Enfoque              | Rancagua     | Patricio Mekis            | 2.000     | Tercera Fase, Lugar 34°   |
| Provincial Talagante | Santiago     | Lucas Pacheco Toro        | 3.000     | Primera Fase, Ronda 2     |
| San Antonio Unido    | San Antonio  | Doctor Olegario Henríquez | 2024      | Segunda Fase              |
| Trasandino           | Los Andes    | Regional de Los Andes     | 2.800     | Primera Fase, Ronda 2     |

## Equipos porregión
| Región               | N.º | Equipos |
| -------------------- | --- | --- |
| Región Metropolitana | 12  | Audax Italiano, Barnechea, Colo-Colo, Deportes Melipilla, Deportes Quilicura, Magallanes, Palestino, Provincial Talagante, Santiago Morning, Unión Española, Universidad Católica y Universidad de Chile |
| Biobío               | 8   | Deportes Concepción, Fernández Vial, Huachipato, Iberia, Lota Schwager, Naval, Ñublense y Universidad de Concepción                                                                                      |
| Valparaíso           | 7   | Everton, San Antonio Unido, San Luis, Santiago Wanderers, Trasandino, Unión La Calera y Unión San Felipe                                                                                                 |
| Maule                | 3   | Curicó Unido, Deportes Linares y Rangers |
| O'Higgins            | 3   | Colchagua, Enfoque y O'Higgins |
| Antofagasta          | 2   | Cobreloa y Deportes Antofagasta |
| Atacama              | 2   | Cobresal y Deportes Cópiapo |
| Coquimbo             | 2   | Coquimbo Unido y Deportes La Serena |
| La Araucanía         | 2   | Deportes Temuco y Unión Temuco |
| Los Lagos            | 2   | Deportes Puerto Montt y Provincial Osorno |
| Tarapacá             | 1   | Deportes Iquique |
| Arica y Parinacota   | 1   | San Marcos de Arica |
| Los Ríos             | 1   | Deportes Valdivia |

## Sistema de Campeonato
La Copa Chile 2012-2013 partirá con la disputa de catorce llaves integradas por los ocho clubes de Tercera División, más los seis de la Segunda División Profesional contra los catorce equipos de la Primera B. Los catorce equipos que resulten victoriosos de estos encuentros de ida y vuelta, se unirán a los dieciocho cuadros de la Primera División, sumando entonces 32 equipos los que conformarán ocho grupos de cuatro elencos cada uno.

## Primera Fase
La primera fase comenzará con 14 enfrentamientos entre equipos de la Primera B, Segunda División y Tercera División. Las llaves se llevarán a cabo entre el 23 de junio y el 11 de julio. Los clubes que pertenecen a la división más baja serán locales en primera instancia. Los ganadores de sus respectivas llaves avanzarán automáticamente a la fase de grupos, donde se medirán con los 18 clubes de Primera División.
| Fechas        | Local Ida            | Resultado global | Local Vuelta          | Ida   | Vuelta    |
| ------------- | -------------------- | ---------------- | --------------------- | ----- | --------- |
| 23/06 - 27/06 | Provincial Talagante | 6 - 6            | San Marcos (p)        | 1 - 2 | 5-4 (1-3) |
| 23/06 - 26/06 | Deportes Copiapó     | 2 - 6            | Coquimbo Unido        | 0 - 3 | 2 - 3     |
| 23/06 - 26/06 | Trasandino           | 3 - 2            | San Luis              | 2 - 2 | 1 - 0     |
| 28/06 - 05/07 | San Antonio Unido    | 4 - 3            | Everton               | 4 - 1 | 0 - 2     |
| 23/06 - 27/06 | Enfoque              | 3 - 6            | Barnechea             | 1 - 3 | 2 - 3     |
| 23/06 - 26/06 | Deportes Quilicura   | 0 - 6            | Magallanes            | 0 - 2 | 0 - 4     |
| 24/06 - 27/06 | Deportes Melipilla   | 3 - 7            | Santiago Morning      | 0 - 4 | 3 - 3     |
| 23/06 - 27/06 | Colchagua CD         | 3 - 0            | Curicó Unido          | 3 - 0 | 0 - 0     |
| 23/06 - 26/06 | Deportes Linares     | 2 - 4            | Ñublense              | 1 - 1 | 1 - 3     |
| 27/06 - 04/07 | Iberia               | 5 - 2            | Naval                 | 2 - 1 | 3 - 1     |
| 23/06 - 27/06 | Deportes Valdivia    | 2 - 3            | Lota Schwager         | 0 - 2 | 2 - 1     |
| 23/06 - 26/06 | Fernández Vial       | 1 - 4            | Deportes Concepción   | 1 - 0 | 0 - 4     |
| 23/06 - 26/06 | Deportes Temuco      | 1 - 1            | Unión Temuco (p)      | 1 - 0 | 0-1 (8-9) |
| 23/06 - 11/07 | Provincial Osorno    | 2 - 3            | Deportes Puerto Montt | 1 - 0 | 1 - 3     |

### Primera fase
| 23 de junio de 2012, 16:00 | Provincial Talagante | 1:2 (0:1) | San Marcos      | Lucas Pacheco Toro, Talagante                         |                                                       |
|                            | Araya 74' ·          |           | Muñoz 6', 73' · | Asistencia: 832 espectadores Árbitro(s): Franco Arrué | Asistencia: 832 espectadores Árbitro(s): Franco Arrué |

| 28 de junio de 2012, 22:00 | San Marcos                                                | 4:5 (1:1) (3:1 p.)         | Provincial Talagante                         | Carlos Dittborn, Arica                                  |                                                         |
|                            | Muñoz 42' · Flores 47' · Castillo 49' · Piña 86' (pen.) · | Reporte                    | Cerón 24' 72' · Abarca 52' 68' · Araya 75' · | Asistencia: 9.627 espectadores Árbitro(s): Jorge Cortés | Asistencia: 9.627 espectadores Árbitro(s): Jorge Cortés |
|                            |                                                           | Tiros desde el punto penal |                                              |                                                         |                                                         |
|                            | Méndez · Castillo · R. González                           |                            | Cerón                                        |                                                         |                                                         |

- Luego de empatar 6-6 en el marcador global San Marcos avanzó tras ganar 3-1 en penales.

| 23 de junio de 2012, 19:30 | Deportes Copiapó | 0:3 (0:1) | Coquimbo Unido                             | Luis Valenzuela Hermosilla, Copiapó                        |                                                            |
|                            |                  |           | Fuentes 44' · Barahona 46' · Pierani 88' · | Asistencia: 3.127 espectadores Árbitro(s): Álvaro Segueida | Asistencia: 3.127 espectadores Árbitro(s): Álvaro Segueida |

| 26 de junio de 2012, 20:00 | Coquimbo Unido                         | 3:2 (2:1) | Deportes Copiapó           | F. Sánchez Rumoroso, Coquimbo                              |                                                            |
|                            | Muñoz 3' · Pierani 39' · Herrera 74' · |           | Bolton 27' · Bolados 66' · | Asistencia: 5.362 espectadores Árbitro(s): Pablo Fernández | Asistencia: 5.362 espectadores Árbitro(s): Pablo Fernández |

- Coquimbo Unido ganó 6-2 en el marcador global.

| 23 de junio de 2012, 15:30 | Trasandino            | 2:2 (1:0) | San Luis                   | Regional de Los Andes, Los Andes                         |                                                          |
|                            | Jara 28' · Díaz 77' · |           | Aranda 47' · Cuellar 87' · | Asistencia: 2.263 espectadores Árbitro(s): Marcelo Ponce | Asistencia: 2.263 espectadores Árbitro(s): Marcelo Ponce |

| 26 de junio de 2012, 20:00 | San Luis | 0:1 (0:1) | Trasandino | Lucio Fariña Fernández, Quillota                          |                                                           |
|                            |          |           | Díaz 31' · | Asistencia: 2.167 espectadores Árbitro(s): José Campusano | Asistencia: 2.167 espectadores Árbitro(s): José Campusano |

- Trasandino ganó 2-3 en el marcador global.

| 28 de junio de 2012, 19:00 | San Antonio Unido                                  | 4:1 (1:0) | Everton       | Dr. Olegario Henríquez, San Antonio                         |                                                             |
|                            | A. González 10', 59' · Saavedra 63' · Agüero 72' · |           | Ceratto 74' · | Asistencia: 2024 espectadores Árbitro(s): Angelo Hermosilla | Asistencia: 2024 espectadores Árbitro(s): Angelo Hermosilla |

| 5 de julio de 2012, 15:30 | Everton                | 2:0 (2:0) | San Antonio Unido | Sausalito, Viña del Mar                                   |                                                           |
|                           | Rojas 9' · Muñoz 16' · |           |                   | Asistencia: 4.528 espectadores Árbitro(s): José Campusano | Asistencia: 4.528 espectadores Árbitro(s): José Campusano |

- San Antonio ganó 3-4 en el marcador global.

| 23 de junio de 2012, 20:00 | Enfoque       | 1:3 (1-1) | Barnechea                            | Patricio Mekis, Rancagua                                   |                                                            |
|                            | Paredes 45' · |           | de Gregorio 31', 78' · Salinas 67' · | Asistencia: 105 espectadores Árbitro(s): Cristian Droguett | Asistencia: 105 espectadores Árbitro(s): Cristian Droguett |

| 27 de junio de 2012, 12:00 | Barnechea                                    | 3:2 (2:1) | Enfoque                   | Municipal, Santiago (La Pintana)                        |                                                         |
|                            | Salinas 30' · de Gregorio 33' · Ragusa 77' · |           | Parada 38' · Cuevas 90' · | Asistencia: 362 espectadores Árbitro(s): Cristian Pavez | Asistencia: 362 espectadores Árbitro(s): Cristian Pavez |

- Barnechea ganó 6-3 en el marcador global.

| 23 de junio de 2012, 15:30 | Deportes Quilicura | 0:2 (0:1) | Magallanes                  | Municipal de Quilicura, Santiago                       |                                                        |
|                            |                    |           | Cornejo 15' · Córdoba 70' · | Asistencia: 436 espectadores Árbitro(s): Rodolfo Salas | Asistencia: 436 espectadores Árbitro(s): Rodolfo Salas |

| 26 de junio de 2012, 15:30 | Magallanes                                     | 4:0(2:0) | Deportes Quilicura | Santiago Bueras, Santiago (Maipú)                      |                                                        |
|                            | Salas 17', 77' · Beltran 43' · Parraguez 88' · |          |                    | Asistencia: 1027 espectadores Árbitro(s): Héctor Arcos | Asistencia: 1027 espectadores Árbitro(s): Héctor Arcos |

- Magallanes ganó 6-0 en el marcador global.

| 24 de junio de 2012, 12:00 | Deportes Melipilla | 0:4 (0:2) | Santiago Morning                                       | Roberto Bravo Santibáñez, Melipilla                        |                                                            |
|                            |                    |           | Escalante 22' · Paulucci 38' · Nuñez 46' · Celis 90' · | Asistencia: 514 espectadores Árbitro(s): Francisco Caamaño | Asistencia: 514 espectadores Árbitro(s): Francisco Caamaño |

| 27 de junio de 2012, 11:30 | Santiago Morning                        | 3:3 (2:1) | Deportes Melipilla      | Municipal de Peñalolén, Santiago                       |                                                        |
|                            | Celis 24' · Ortega 39' · Espinoza 72' · |           | Berrios 45', 62', 65' · | Asistencia: 239 espectadores Árbitro(s): Rodolfo Salas | Asistencia: 239 espectadores Árbitro(s): Rodolfo Salas |

- Santiago Morning ganó 7-3 en el marcador global.

| 23 de junio de 2012, 15:30 | Colchagua                             | 3:0 (2:0) | Curicó Unido | Jorge Silva Valenzuela, San Fernando                       |                                                            |
|                            | Torres 5' · Bolívar 33' · Silva 77' · |           |              | Asistencia: 4.382 espectadores Árbitro(s): Marcelo Miranda | Asistencia: 4.382 espectadores Árbitro(s): Marcelo Miranda |

| 27 de junio de 2012, 20:00 | Curicó Unido | 0:0 (0:0) | Colchagua | La Granja, Curicó                                     |  |
|                            |              |           |           | Asistencia: 2.151 espectadores Árbitro(s): Piero Maza |  |

- Colchagua CD ganó 0-3 en el marcador global.

| 23 de junio de 2012, 16:00 | Deportes Linares | 1:1 (0:1) | Ñublense    | Fiscal de Linares, Linares                                |                                                           |
|                            | Bonilla 78' ·    |           | Unrein 6' · | Asistencia: 6800 espectadores Árbitro(s): César Deischler | Asistencia: 6800 espectadores Árbitro(s): César Deischler |

| 26 de junio de 2012, 19:30 | Ñublense                                   | 3:1 (2:0) | Deportes Linares | Nelson Oyarzún Arenas, Chillán                           |                                                          |
|                            | Lanzini 21' · Rojas 26' · Altamirano 72' · |           | Vallejos 83' ·   | Asistencia: 5.672 espectadores Árbitro(s): Nicolás Muñoz | Asistencia: 5.672 espectadores Árbitro(s): Nicolás Muñoz |

- Ñublense ganó 4-2 en el marcador global.

| 27 de junio de 2012, 16:00 | Iberia                  | 2:1 (2:1) | Naval        | Municipal de Los Ángeles, Los Ángeles                     |                                                           |
|                            | Pardo 7' · Salazar 8' · |           | Curcio 27' · | Asistencia: 4.008 espectadores Árbitro(s): Carlos Poblete | Asistencia: 4.008 espectadores Árbitro(s): Carlos Poblete |

| 4 de julio de 2012, 13:00 | Naval      | 1:3 (0:1) | Iberia                         | CAP, Talcahuano                                       |                                                       |
|                           | Melo 70' · |           | Navea 36', 60' · Salazar 50' · | Asistencia: 1.637 espectadores Árbitro(s): Piero Maza | Asistencia: 1.637 espectadores Árbitro(s): Piero Maza |

- Iberia ganó 2-5 en el marcador global.

| 23 de junio de 2012, 16:00 | Deportes Valdivia | 0:2 (0:1) | Lota Schwager               | Félix Gallardo, Valdivia                                |                                                         |
|                            |                   |           | Huentelaf 43' · Véliz 89' · | Asistencia: 3.000 espectadores Árbitro(s): Marcelo Sáez | Asistencia: 3.000 espectadores Árbitro(s): Marcelo Sáez |

| 27 de junio de 2012, 15:30 | Lota Schwager | 1:2 (1:0) | Deportes Valdivia          | Federico Schwager, Coronel                                |                                                           |
|                            | Lagos 6' ·    |           | Soldan 53' · Herrera 68' · | Asistencia: 1.100 espectadores Árbitro(s): David Figueroa | Asistencia: 1.100 espectadores Árbitro(s): David Figueroa |

- Lota Schwager ganó 3-2 en el marcador global.

| 23 de junio de 2012, 16:00 | Fernández Vial | 1:0 (1:0) | Deportes Concepción | Ester Roa Rebolledo, Concepción                            |                                                            |
|                            | Pérez 45' ·    |           |                     | Asistencia: 9.429 espectadores Árbitro(s): Rafael Troncoso | Asistencia: 9.429 espectadores Árbitro(s): Rafael Troncoso |

| 26 de junio de 2012, 20:00 | Deportes Concepción                                     | 4:0 (1:0) | Fernández Vial | Ester Roa Rebolledo, Concepción                             |                                                             |
|                            | Manouchehri 35' · Díaz 49' · Alonso 63' · Narváez 77' · |           |                | Asistencia: 10.357 espectadores Árbitro(s): Cristián Andaur | Asistencia: 10.357 espectadores Árbitro(s): Cristián Andaur |

- Deportes Concepción ganó 4-1 en el marcador global.

| 23 de junio de 2012, 18:00 | Deportes Temuco   | 1:0 (0:0) | Unión Temuco | Germán Becker, Temuco                                   |                                                         |
|                            | D. Alvarado 59' · |           |              | Asistencia: 6.542 espectadores Árbitro(s): Carlos Ulloa | Asistencia: 6.542 espectadores Árbitro(s): Carlos Ulloa |

| 26 de junio de 2012, 19:00 | Unión Temuco     | 1:0 (0:0) | Deportes Temuco | Germán Becker, Temuco                                    |                                                          |
|                            | D. Quezada 80' · |           |                 | Asistencia: 4.682 espectadores Árbitro(s): Roberto Tobar | Asistencia: 4.682 espectadores Árbitro(s): Roberto Tobar |

- Luego de empatar 1-1 en el marcador global Union Temuco avanzo tras ganar 9-8 en penales.

| 23 de junio de 2012, 16:00 | Provincial Osorno | 1:0 (1:0) | Deportes Puerto Montt | Rubén Marcos Peralta, Osorno                           |                                                        |
|                            | Olea 14' ·        |           |                       | Asistencia: 432 espectadores Árbitro(s): Nicolás Muñoz | Asistencia: 432 espectadores Árbitro(s): Nicolás Muñoz |

| 11 de julio de 2012, 19:00 | Deportes Puerto Montt             | 3:1 (2:0) | Provincial Osorno | Chinquihue, Puerto Montt                              |                                                       |
|                            | Quiroz 26' · Fernández 28', 86' · |           | Olea 63' ·        | Asistencia: 960 espectadores Árbitro(s): Carlos Ulloa | Asistencia: 960 espectadores Árbitro(s): Carlos Ulloa |

- Deportes Puerto Montt ganó 3-2 en el marcador global.

## Fase de grupos
La fase de grupos, comienza el 8 de agosto. Con los catorce ganadores de la Primera Fase, más los dieciocho clubes de Primera División, se formarán geográficamente ocho grupos de cuatro clubes cada uno, jugándose en partidos de ida y vuelta, clasificando los dos mejores de cada grupo a la siguiente fase, denominada Octavos de final.

### Grupo 1: Sur
| Equipo                    | Pts | PJ | PG | PE | PP | GF | GC | DG |
| ------------------------- | --- | -- | -- | -- | -- | -- | -- | -- |
| Unión Temuco              | 11  | 6  | 3  | 2  | 1  | 14 | 8  | 6  |
| Universidad de Concepción | 11  | 6  | 3  | 2  | 1  | 10 | 7  | 3  |
| Deportes Puerto Montt     | 8   | 6  | 2  | 2  | 2  | 9  | 9  | 0  |
| Iberia                    | 3   | 6  | 1  | 0  | 5  | 10 | 19 | -9 |

| Fecha            | Estadio               | Local                     | Resultado                                                                                               | Visitante                 |
| ---------------- | --------------------- | ------------------------- | --- | ------------------------- |
| 8 de agosto      | Chinquihue            | Deportes Puerto Montt     | 1 - 1 (enlace roto disponible en Internet Archive; véase el historial, la primera versión y la última). | Unión Temuco              |
| 15 de agosto     | Fiscal de Los Ángeles | Iberia                    | 0 - 1 (enlace roto disponible en Internet Archive; véase el historial, la primera versión y la última). | Universidad de Concepción |
| 29 de agosto     | Chinquihue            | Deportes Puerto Montt     | 2 - 1 (enlace roto disponible en Internet Archive; véase el historial, la primera versión y la última). | Iberia                    |
| 29 de agosto     | Germán Becker         | Unión Temuco              | 1 - 1 (enlace roto disponible en Internet Archive; véase el historial, la primera versión y la última). | Universidad de Concepción |
| 5 de septiembre  | Ester Roa             | Universidad de Concepción | 1 - 2 (enlace roto disponible en Internet Archive; véase el historial, la primera versión y la última). | Deportes Puerto Montt     |
| 5 de septiembre  | Fiscal de Los Ángeles | Iberia                    | 1 - 5 (enlace roto disponible en Internet Archive; véase el historial, la primera versión y la última). | Unión Temuco              |
| 12 de septiembre | Ramón Unzaga          | Universidad de Concepción | 4 - 3 (enlace roto disponible en Internet Archive; véase el historial, la primera versión y la última). | Iberia                    |
| 26 de septiembre | Germán Becker         | Unión Temuco              | 2 - 1 (enlace roto disponible en Internet Archive; véase el historial, la primera versión y la última). | Deportes Puerto Montt     |
| 10 de octubre    | Ramón Unzaga          | Universidad de Concepción | 2 - 0 (enlace roto disponible en Internet Archive; véase el historial, la primera versión y la última). | Unión Temuco              |
| 10 de octubre    | Fiscal de Los Ángeles | Iberia                    | 3 - 2 (enlace roto disponible en Internet Archive; véase el historial, la primera versión y la última). | Deportes Puerto Montt     |
| 17 de octubre    | Germán Becker         | Unión Temuco              | 5 - 2 (enlace roto disponible en Internet Archive; véase el historial, la primera versión y la última). | Iberia                    |
| 17 de octubre    | Chinquihue            | Deportes Puerto Montt     | 1 - 1 (enlace roto disponible en Internet Archive; véase el historial, la primera versión y la última). | Universidad de Concepción |

### Grupo 2: Bio Bío
| Equipo              | Pts | PJ | PG | PE | PP | GF | GC | DG |
| ------------------- | --- | -- | -- | -- | -- | -- | -- | -- |
| Huachipato          | 15  | 6  | 5  | 0  | 1  | 15 | 2  | 13 |
| Lota Schwager       | 8   | 6  | 2  | 2  | 2  | 5  | 7  | -2 |
| Ñublense            | 7   | 6  | 2  | 1  | 3  | 6  | 8  | -2 |
| Deportes Concepción | 4   | 6  | 1  | 1  | 4  | 4  | 13 | -9 |

| Fecha            | Estadio           | Local               | Resultado                                                                                               | Visitante           |
| ---------------- | ----------------- | ------------------- | --- | ------------------- |
| 8 de agosto      | Federico Schwager | Lota Schwager       | 1 - 2 (enlace roto disponible en Internet Archive; véase el historial, la primera versión y la última). | Deportes Concepción |
| 8 de agosto      | Nelson Oyarzún    | Ñublense            | 0 - 2 (enlace roto disponible en Internet Archive; véase el historial, la primera versión y la última). | Huachipato          |
| 29 de agosto     | Federico Schwager | Lota Schwager       | 1 - 0 (enlace roto disponible en Internet Archive; véase el historial, la primera versión y la última). | Ñublense            |
| 29 de agosto     | Ester Roa         | Deportes Concepción | 0 - 5 (enlace roto disponible en Internet Archive; véase el historial, la primera versión y la última). | Huachipato          |
| 5 de septiembre  | Nelson Oyarzún    | Ñublense            | 2 - 1 (enlace roto disponible en Internet Archive; véase el historial, la primera versión y la última). | Deportes Concepción |
| 5 de septiembre  | CAP               | Huachipato          | 3 - 0 (enlace roto disponible en Internet Archive; véase el historial, la primera versión y la última). | Lota Schwager       |
| 26 de septiembre | Ester Roa         | Deportes Concepción | 1 - 1 (enlace roto disponible en Internet Archive; véase el historial, la primera versión y la última). | Lota Schwager       |
| 3 de octubre     | CAP               | Huachipato          | 3 - 1 (enlace roto disponible en Internet Archive; véase el historial, la primera versión y la última). | Ñublense            |
| 10 de octubre    | Nelson Oyarzún    | Ñublense            | 1 - 1 (enlace roto disponible en Internet Archive; véase el historial, la primera versión y la última). | Lota Schwager       |
| 10 de octubre    | CAP               | Huachipato          | 2 - 0 (enlace roto disponible en Internet Archive; véase el historial, la primera versión y la última). | Deportes Concepción |
| 29 de octubre    | Ester Roa         | Deportes Concepción | 0 - 2 (enlace roto disponible en Internet Archive; véase el historial, la primera versión y la última). | Ñublense            |
| 29 de octubre    | Federico Schwager | Lota Schwager       | 1 - 0 (enlace roto disponible en Internet Archive; véase el historial, la primera versión y la última). | Huachipato          |

### Grupo 3: Centro Sur
| Equipo            | Pts | PJ | PG | PE | PP | GF | GC | DG  |
| ----------------- | --- | -- | -- | -- | -- | -- | -- | --- |
| O'Higgins         | 13  | 6  | 4  | 1  | 1  | 15 | 4  | 11  |
| Rangers           | 10  | 6  | 3  | 1  | 2  | 8  | 7  | 1   |
| Colchagua CD      | 9   | 6  | 2  | 3  | 1  | 7  | 5  | 2   |
| San Antonio Unido | 1   | 6  | 0  | 1  | 5  | 3  | 17 | -14 |

| Fecha            | Estadio                | Local             | Resultado                                                                                               | Visitante         |
| ---------------- | ---------------------- | ----------------- | --- | ----------------- |
| 8 de agosto      | Jorge Silva Valenzuela | Colchagua CD      | 2 - 0 (enlace roto disponible en Internet Archive; véase el historial, la primera versión y la última). | Rangers           |
| 29 de agosto     | Fiscal de Talca        | Rangers           | 3 - 1 (enlace roto disponible en Internet Archive; véase el historial, la primera versión y la última). | San Antonio Unido |
| 2 de septiembre  | Olegario Henríquez     | San Antonio Unido | 1 - 1 (enlace roto disponible en Internet Archive; véase el historial, la primera versión y la última). | Colchagua CD      |
| 5 de septiembre  | Jorge Silva Valenzuela | Colchagua CD      | 0 - 2 (enlace roto disponible en Internet Archive; véase el historial, la primera versión y la última). | O'Higgins         |
| 9 de septiembre  | El Teniente            | O'Higgins         | 0 - 1 (enlace roto disponible en Internet Archive; véase el historial, la primera versión y la última). | Rangers           |
| 12 de septiembre | El Teniente            | O'Higgins         | 1 - 1 (enlace roto disponible en Internet Archive; véase el historial, la primera versión y la última). | Colchagua CD      |
| 20 de septiembre | Fiscal de Talca        | Rangers           | 1 - 1 (enlace roto disponible en Internet Archive; véase el historial, la primera versión y la última). | Colchagua CD      |
| 23 de septiembre | Jorge Silva Valenzuela | Colchagua CD      | 2 - 0 (enlace roto disponible en Internet Archive; véase el historial, la primera versión y la última). | San Antonio Unido |
| 3 de octubre     | Municipal de El Quisco | San Antonio Unido | 1 - 2 (enlace roto disponible en Internet Archive; véase el historial, la primera versión y la última). | O'Higgins         |
| 10 de octubre    | El Teniente            | O'Higgins         | 7 - 0 (enlace roto disponible en Internet Archive; véase el historial, la primera versión y la última). | San Antonio Unido |
| 13 de octubre    | Fiscal de Talca        | Rangers           | 1 - 3 (enlace roto disponible en Internet Archive; véase el historial, la primera versión y la última). | O'Higgins         |
| 17 de octubre    | Municipal de El Quisco | San Antonio Unido | 0 - 2 (enlace roto disponible en Internet Archive; véase el historial, la primera versión y la última). | Rangers           |

### Grupo 4: Metropolitano 1
| Equipo               | Pts | PJ | PG | PE | PP | GF | GC | DG |
| -------------------- | --- | -- | -- | -- | -- | -- | -- | -- |
| Unión Española       | 16  | 6  | 5  | 1  | 0  | 19 | 4  | 15 |
| Universidad Católica | 9   | 6  | 3  | 0  | 3  | 12 | 12 | 0  |
| Magallanes           | 6   | 6  | 1  | 3  | 2  | 9  | 15 | -6 |
| Audax Italiano       | 2   | 6  | 0  | 2  | 4  | 7  | 16 | -9 |

| Fecha            | Estadio                 | Local                | Resultado                                                                                               | Visitante            |
| ---------------- | ----------------------- | -------------------- | --- | -------------------- |
| 8 de agosto      | Santiago Bueras         | Magallanes           | 2 - 2 (enlace roto disponible en Internet Archive; véase el historial, la primera versión y la última). | Unión Española       |
| 15 de agosto     | Municipal de La Florida | Audax Italiano       | 0 - 3                                                                                                   | Universidad Católica |
| 5 de septiembre  | Santa Laura             | Unión Española       | 2 - 0 (enlace roto disponible en Internet Archive; véase el historial, la primera versión y la última). | Audax Italiano       |
| 5 de septiembre  | Nacional                | Magallanes           | 1 - 0 (enlace roto disponible en Internet Archive; véase el historial, la primera versión y la última). | Universidad Católica |
| 9 de septiembre  | San Carlos de Apoquindo | Universidad Católica | 1 - 2 Archivado el 23 de septiembre de 2015 en Wayback Machine.                                         | Unión Española       |
| 26 de septiembre | Santa Laura             | Unión Española       | 4 - 0 (enlace roto disponible en Internet Archive; véase el historial, la primera versión y la última). | Magallanes           |
| 3 de octubre     | Santiago Bueras         | Magallanes           | 2 - 2 (enlace roto disponible en Internet Archive; véase el historial, la primera versión y la última). | Audax Italiano       |
| 11 de octubre    | Municipal de La Florida | Audax Italiano       | 3 - 3 (enlace roto disponible en Internet Archive; véase el historial, la primera versión y la última). | Magallanes           |
| 11 de octubre    | Santa Laura             | Unión Española       | 6 - 1                                                                                                   | Universidad Católica |
| 14 de octubre    | San Carlos de Apoquindo | Universidad Católica | 3 - 2                                                                                                   | Audax Italiano       |
| 17 de octubre    | Municipal de La Florida | Audax Italiano       | 0 - 3                                                                                                   | Unión Española       |
| 17 de octubre    | San Carlos de Apoquindo | Universidad Católica | 4 - 1                                                                                                   | Magallanes           |

### Grupo 5: Metropolitano 2
| Equipo           | Pts | PJ | PG | PE | PP | GF | GC | DG |
| ---------------- | --- | -- | -- | -- | -- | -- | -- | -- |
| Colo-Colo        | 10  | 6  | 3  | 1  | 2  | 17 | 8  | 9  |
| Palestino        | 10  | 6  | 3  | 1  | 2  | 11 | 12 | -1 |
| Barnechea        | 8   | 6  | 2  | 2  | 2  | 17 | 16 | 1  |
| Unión San Felipe | 5   | 6  | 1  | 2  | 2  | 8  | 17 | -9 |

| Fecha            | Estadio                  | Local            | Resultado                                                                                               | Visitante        |
| ---------------- | ------------------------ | ---------------- | --- | ---------------- |
| 15 de agosto     | Municipal de San Felipe  | Unión San Felipe | 2 - 1 (enlace roto disponible en Internet Archive; véase el historial, la primera versión y la última). | Barnechea        |
| 29 de agosto     | Municipal de La Pintana  | Barnechea        | 2 - 3 (enlace roto disponible en Internet Archive; véase el historial, la primera versión y la última). | Palestino        |
| 29 de agosto     | Municipal de San Felipe  | Unión San Felipe | 0 - 4 (enlace roto disponible en Internet Archive; véase el historial, la primera versión y la última). | Colo-Colo        |
| 8 de septiembre  | Municipal de La Cisterna | Palestino        | 4 - 2 (enlace roto disponible en Internet Archive; véase el historial, la primera versión y la última). | Unión San Felipe |
| 12 de septiembre | Municipal de La Cisterna | Palestino        | 2 - 4 (enlace roto disponible en Internet Archive; véase el historial, la primera versión y la última). | Barnechea        |
| 26 de septiembre | Municipal de La Pintana  | Barnechea        | 3 - 3 (enlace roto disponible en Internet Archive; véase el historial, la primera versión y la última). | Unión San Felipe |
| 26 de septiembre | Monumental               | Colo-Colo        | 3 - 0 (enlace roto disponible en Internet Archive; véase el historial, la primera versión y la última). | Palestino        |
| 3 de octubre     | Monumental               | Colo-Colo        | 5 - 5 (enlace roto disponible en Internet Archive; véase el historial, la primera versión y la última). | Barnechea        |
| 11 de octubre    | Monumental               | Palestino        | 1 - 0 (enlace roto disponible en Internet Archive; véase el historial, la primera versión y la última). | Colo-Colo        |
| 14 de octubre    | Municipal de San Felipe  | Unión San Felipe | 1 - 1 (enlace roto disponible en Internet Archive; véase el historial, la primera versión y la última). | Palestino        |
| 14 de octubre    | Santa Laura              | Barnechea        | 2 - 1 (enlace roto disponible en Internet Archive; véase el historial, la primera versión y la última). | Colo-Colo        |
| 18 de octubre    | Monumental               | Colo-Colo        | 4 - 0 (enlace roto disponible en Internet Archive; véase el historial, la primera versión y la última). | Unión San Felipe |

### Grupo 6: Centro Norte
| Equipo               | Pts | PJ | PG | PE | PP | GF | GC | DG |
| -------------------- | --- | -- | -- | -- | -- | -- | -- | -- |
| Santiago Morning     | 11  | 6  | 3  | 2  | 1  | 10 | 11 | -1 |
| Universidad de Chile | 9   | 6  | 2  | 3  | 1  | 15 | 8  | 7  |
| Unión La Calera      | 8   | 6  | 2  | 2  | 2  | 6  | 8  | -2 |
| Santiago Wanderers   | 4   | 6  | 1  | 1  | 4  | 8  | 12 | -4 |

| Fecha            | Estadio                 | Local                | Resultado                                                                                               | Visitante            |
| ---------------- | ----------------------- | -------------------- | --- | -------------------- |
| 8 de agosto      | Elías Figueroa          | Santiago Wanderers   | 1 - 2 (enlace roto disponible en Internet Archive; véase el historial, la primera versión y la última). | Santiago Morning     |
| 15 de agosto     | Lucio Fariña            | Unión La Calera      | 0 - 0 (enlace roto disponible en Internet Archive; véase el historial, la primera versión y la última). | Universidad de Chile |
| 29 de agosto     | Elías Figueroa          | Santiago Wanderers   | 3 - 0 (enlace roto disponible en Internet Archive; véase el historial, la primera versión y la última). | Unión La Calera      |
| 5 de septiembre  | Municipal de La Pintana | Santiago Morning     | 2 - 1 (enlace roto disponible en Internet Archive; véase el historial, la primera versión y la última). | Unión La Calera      |
| 9 de septiembre  | Nacional                | Universidad de Chile | 2 - 2 (enlace roto disponible en Internet Archive; véase el historial, la primera versión y la última). | Santiago Wanderers   |
| 12 de septiembre | Santa Laura             | Universidad de Chile | 3 - 3 (enlace roto disponible en Internet Archive; véase el historial, la primera versión y la última). | Santiago Morning     |
| 3 de octubre     | Nicolás Chahuán         | Unión La Calera      | 1 - 1 (enlace roto disponible en Internet Archive; véase el historial, la primera versión y la última). | Santiago Morning     |
| 10 de octubre    | Municipal de La Pintana | Santiago Morning     | 2 - 0 (enlace roto disponible en Internet Archive; véase el historial, la primera versión y la última). | Santiago Wanderers   |
| 10 de octubre    | Santa Laura             | Universidad de Chile | 1 - 2 (enlace roto disponible en Internet Archive; véase el historial, la primera versión y la última). | Unión La Calera      |
| 13 de octubre    | Elías Figueroa          | Santiago Wanderers   | 1 - 4 (enlace roto disponible en Internet Archive; véase el historial, la primera versión y la última). | Universidad de Chile |
| 17 de octubre    | Nicolás Chahuán         | Unión La Calera      | 2 - 1 (enlace roto disponible en Internet Archive; véase el historial, la primera versión y la última). | Santiago Wanderers   |
| 17 de octubre    | Santa Laura             | Santiago Morning     | 0 - 5 (enlace roto disponible en Internet Archive; véase el historial, la primera versión y la última). | Universidad de Chile |

### Grupo 7: Norte Chico
| Equipo             | Pts | PJ | PG | PE | PP | GF | GC | DG |
| ------------------ | --- | -- | -- | -- | -- | -- | -- | -- |
| Trasandino         | 13  | 6  | 4  | 1  | 1  | 9  | 7  | 2  |
| Coquimbo Unido     | 8   | 6  | 2  | 2  | 2  | 8  | 9  | -1 |
| Deportes La Serena | 7   | 6  | 2  | 1  | 3  | 11 | 9  | 2  |
| Cobresal           | 6   | 6  | 2  | 0  | 4  | 8  | 11 | -3 |

| Fecha            | Estadio                    | Local              | Resultado                                                                                               | Visitante          |
| ---------------- | -------------------------- | ------------------ | --- | ------------------ |
| 8 de agosto      | El Cobre                   | Cobresal           | 0 - 1 (enlace roto disponible en Internet Archive; véase el historial, la primera versión y la última). | Trasandino         |
| 8 de agosto      | Francisco Sánchez Rumoroso | Coquimbo Unido     | 1 - 0 (enlace roto disponible en Internet Archive; véase el historial, la primera versión y la última). | Deportes La Serena |
| 29 de agosto     | La Portada                 | Deportes La Serena | 3 - 0 (enlace roto disponible en Internet Archive; véase el historial, la primera versión y la última). | Trasandino         |
| 5 de septiembre  | Francisco Sánchez Rumoroso | Coquimbo Unido     | 1 - 1 (enlace roto disponible en Internet Archive; véase el historial, la primera versión y la última). | Trasandino         |
| 8 de septiembre  | La Portada                 | Deportes La Serena | 3 - 1 (enlace roto disponible en Internet Archive; véase el historial, la primera versión y la última). | Cobresal           |
| 12 de septiembre | El Cobre                   | Cobresal           | 2 - 1 (enlace roto disponible en Internet Archive; véase el historial, la primera versión y la última). | Coquimbo Unido     |
| 3 de octubre     | Regional de Los Andes      | Trasandino         | 2 - 1 (enlace roto disponible en Internet Archive; véase el historial, la primera versión y la última). | Cobresal           |
| 3 de octubre     | La Portada                 | Deportes La Serena | 2 - 2 (enlace roto disponible en Internet Archive; véase el historial, la primera versión y la última). | Coquimbo Unido     |
| 10 de octubre    | Regional de Los Andes      | Trasandino         | 3 - 2 (enlace roto disponible en Internet Archive; véase el historial, la primera versión y la última). | La Serena          |
| 14 de octubre    | Francisco Sánchez Rumoroso | Coquimbo Unido     | 3 - 2 (enlace roto disponible en Internet Archive; véase el historial, la primera versión y la última). | Cobresal           |
| 17 de octubre    | El Cobre                   | Cobresal           | 2 - 1 (enlace roto disponible en Internet Archive; véase el historial, la primera versión y la última). | La Serena          |
| 17 de octubre    | Regional de Los Andes      | Trasandino         | 2 - 0 (enlace roto disponible en Internet Archive; véase el historial, la primera versión y la última). | Coquimbo Unido     |

### Grupo 8: Norte Grande
| Equipo                                                                           | Pts | PJ | PG | PE | PP | GF | GC | DG |
| -------------------------------------------------------------------------------- | --- | -- | -- | -- | -- | -- | -- | -- |
| Cobreloa                                                                         | 11  | 6  | 3  | 2  | 1  | 10 | 5  | 5  |
| San Marcos Arica                                                                 | 11  | 6  | 3  | 2  | 1  | 14 | 11 | 3  |
| Archivo:600px 600px bisection vertical White HEX-0033CC.svg Deportes Antofagasta | 8   | 6  | 2  | 2  | 2  | 10 | 11 | -1 |
| Deportes Iquique                                                                 | 2   | 6  | 0  | 2  | 4  | 9  | 16 | -7 |

| Fecha            | Estadio             | Local                | Resultado                                                                                               | Visitante            |
| ---------------- | ------------------- | -------------------- | --- | -------------------- |
| 15 de agosto     | Municipal de Calama | Cobreloa             | 3 - 1 (enlace roto disponible en Internet Archive; véase el historial, la primera versión y la última). | San Marcos de Arica  |
| 22 de agosto     | Carlos Dittborn     | San Marcos de Arica  | 2 - 1 (enlace roto disponible en Internet Archive; véase el historial, la primera versión y la última). | Deportes Iquique     |
| 22 de agosto     | Municipal de Calama | Cobreloa             | 0 - 0 (enlace roto disponible en Internet Archive; véase el historial, la primera versión y la última). | Deportes Antofagasta |
| 5 de septiembre  | Carlos Dittborn     | San Marcos de Arica  | 2 - 2 (enlace roto disponible en Internet Archive; véase el historial, la primera versión y la última). | Deportes Antofagasta |
| 8 de septiembre  | Municipal de Calama | Cobreloa             | 2 - 0 (enlace roto disponible en Internet Archive; véase el historial, la primera versión y la última). | Deportes Iquique     |
| 12 de septiembre | Parque Juan López   | Deportes Antofagasta | 4 - 1 (enlace roto disponible en Internet Archive; véase el historial, la primera versión y la última). | Deportes Iquique     |
| 12 de septiembre | Carlos Dittborn     | San Marcos de Arica  | 2 - 1 (enlace roto disponible en Internet Archive; véase el historial, la primera versión y la última). | Cobreloa             |
| 10 de octubre    | Parque Juan López   | Deportes Antofagasta | 0 - 2 (enlace roto disponible en Internet Archive; véase el historial, la primera versión y la última). | Cobreloa             |
| 10 de octubre    | Tierra de Campeones | Deportes Iquique     | 3 - 3 (enlace roto disponible en Internet Archive; véase el historial, la primera versión y la última). | San Marcos de Arica  |
| 13 de octubre    | Tierra de Campeones | Deportes Iquique     | 2 - 3 (enlace roto disponible en Internet Archive; véase el historial, la primera versión y la última). | Deportes Antofagasta |
| 17 de octubre    | Parque Juan López   | Deportes Antofagasta | 1 - 4 (enlace roto disponible en Internet Archive; véase el historial, la primera versión y la última). | San Marcos de Arica  |
| 17 de octubre    | Tierra de Campeones | Deportes Iquique     | 2 - 2 (enlace roto disponible en Internet Archive; véase el historial, la primera versión y la última). | Cobreloa             |

## Fase Final
Los 16 equipos clasificados formarán 8 llaves a través de un sorteo, para conformar las 8 llaves de los octavos de final. Estos encuentros se jugarán con duelos de ida y vuelta, al igual que los cuartos de final y semifinales. La final se jugará a partido único en Temuco.
|  | Octavos de final          | Octavos de final     | Octavos de final    |                      |   | Cuartos de final       | Cuartos de final       | Cuartos de final       |  |  | Semifinales          | Semifinales          | Semifinales          |  |  | Final          | Final          | Final          |
|  | 31-Oct - 2-Dic 2012       | 31-Oct - 2-Dic 2012  | 31-Oct - 2-Dic 2012 |                      |   | 19-Ene. - 30-Ene. 2013 | 19-Ene. - 30-Ene. 2013 | 19-Ene. - 30-Ene. 2013 |  |  | 27-Mar - 17-Abr 2013 | 27-Mar - 17-Abr 2013 | 27-Mar - 17-Abr 2013 |  |  | 8 de mayo 2013 | 8 de mayo 2013 | 8 de mayo 2013 |
|  |                           |                      |                     |                      |   |                        |                        |                        |  |  |                      |                      |                      |  |  |                |                |                |
|  |                           |                      |                     |                      |   |                        |                        |                        |  |  |                      |                      |                      |  |  |                |                |                |
|  |                           |                      |                     |                      |   |                        |                        |                        |  |  |                      |                      |                      |  |  |                |                |                |
|  | Santiago Morning          | 1                    | 1                   |                      |   |                        |                        |                        |  |  |                      |                      |                      |  |  |                |                |                |
|  | Santiago Morning          | 1                    | 1                   |                      |   |                        |                        |                        |  |  |                      |                      |                      |  |  |                |                |                |
|  | Universidad Católica      | 2                    | 1                   |                      |   |                        |                        |                        |  |  |                      |                      |                      |  |  |                |                |                |
|  | Universidad Católica      | 2                    | 1                   | Universidad Católica | 4 | 7                      |                        |                        |  |  |                      |                      |                      |  |  |                |                |                |
|  |                           |                      |                     |                      | 4 | 7                      |                        |                        |  |  |                      |                      |                      |  |  |                |                |                |
|  |                           | Coquimbo Unido       | 2                   | 1                    |   |                        |                        |                        |  |  |                      |                      |                      |  |  |                |                |                |
|  | Palestino                 | Coquimbo Unido       | 2                   | 1                    | 1 | 1                      |                        |                        |  |  |                      |                      |                      |  |  |                |                |                |
|  | Palestino                 |                      |                     |                      | 1 | 1                      |                        |                        |  |  |                      |                      |                      |  |  |                |                |                |
|  | Coquimbo Unido            | 5                    | 3                   |                      |   |                        |                        |                        |  |  |                      |                      |                      |  |  |                |                |                |
|  | Coquimbo Unido            | 5                    | 3                   | Universidad Católica | 3 | 3                      |                        |                        |  |  |                      |                      |                      |  |  |                |                |                |
|  |                           |                      |                     |                      | 3 | 3                      |                        |                        |  |  |                      |                      |                      |  |  |                |                |                |
|  |                           | Cobreloa             | 3                   | 1                    |   |                        |                        |                        |  |  |                      |                      |                      |  |  |                |                |                |
|  | O'Higgins                 | Cobreloa             | 3                   | 1                    | 1 | 5                      |                        |                        |  |  |                      |                      |                      |  |  |                |                |                |
|  | O'Higgins                 |                      |                     |                      | 1 | 5                      |                        |                        |  |  |                      |                      |                      |  |  |                |                |                |
|  | Colo-Colo                 | 3                    | 1                   |                      |   |                        |                        |                        |  |  |                      |                      |                      |  |  |                |                |                |
|  | Colo-Colo                 | 3                    | 1                   | O'Higgins            | 1 | 2                      |                        |                        |  |  |                      |                      |                      |  |  |                |                |                |
|  |                           |                      |                     |                      | 1 | 2                      |                        |                        |  |  |                      |                      |                      |  |  |                |                |                |
|  |                           | Cobreloa             | 2                   | 2                    |   |                        |                        |                        |  |  |                      |                      |                      |  |  |                |                |                |
|  | Cobreloa                  | Cobreloa             | 2                   | 2                    | 1 | 2                      |                        |                        |  |  |                      |                      |                      |  |  |                |                |                |
|  | Cobreloa                  |                      |                     |                      | 1 | 2                      |                        |                        |  |  |                      |                      |                      |  |  |                |                |                |
|  | San Marcos                | 1                    | 1                   |                      |   |                        |                        |                        |  |  |                      |                      |                      |  |  |                |                |                |
|  | San Marcos                | 1                    | 1                   | Universidad Católica | 1 |                        |                        |                        |  |  |                      |                      |                      |  |  |                |                |                |
|  |                           |                      |                     |                      | 1 |                        |                        |                        |  |  |                      |                      |                      |  |  |                |                |                |
|  |                           | Universidad de Chile | 2                   |                      |   |                        |                        |                        |  |  |                      |                      |                      |  |  |                |                |                |
|  | Universidad de Concepción | Universidad de Chile | 2                   | 0                    | 1 |                        |                        |                        |  |  |                      |                      |                      |  |  |                |                |                |
|  | Universidad de Concepción |                      |                     |                      | 1 |                        |                        |                        |  |  |                      |                      |                      |  |  |                |                |                |
|  | Universidad de Chile      | 3                    | 3                   |                      |   |                        |                        |                        |  |  |                      |                      |                      |  |  |                |                |                |
|  | Universidad de Chile      | 3                    | 3                   | Universidad de Chile | 3 | 2                      |                        |                        |  |  |                      |                      |                      |  |  |                |                |                |
|  |                           |                      |                     |                      | 3 | 2                      |                        |                        |  |  |                      |                      |                      |  |  |                |                |                |
|  |                           | Unión Temuco         | 0                   | 0                    |   |                        |                        |                        |  |  |                      |                      |                      |  |  |                |                |                |
|  | Unión Temuco              | Unión Temuco         | 0                   | 0                    | 0 | 4                      |                        |                        |  |  |                      |                      |                      |  |  |                |                |                |
|  | Unión Temuco              |                      |                     |                      | 0 | 4                      |                        |                        |  |  |                      |                      |                      |  |  |                |                |                |
|  | Huachipato                | 0                    | 1                   |                      |   |                        |                        |                        |  |  |                      |                      |                      |  |  |                |                |                |
|  | Huachipato                | 0                    | 1                   | Universidad de Chile | 0 | 0 (5)                  |                        |                        |  |  |                      |                      |                      |  |  |                |                |                |
|  |                           |                      |                     |                      | 0 | 0 (5)                  |                        |                        |  |  |                      |                      |                      |  |  |                |                |                |
|  |                           | Unión Española       | 0                   | 0 (4)                |   |                        |                        |                        |  |  |                      |                      |                      |  |  |                |                |                |
|  | Rangers                   | Unión Española       | 0                   | 0 (4)                | 0 | 3                      |                        |                        |  |  |                      |                      |                      |  |  |                |                |                |
|  | Rangers                   |                      |                     |                      | 0 | 3                      |                        |                        |  |  |                      |                      |                      |  |  |                |                |                |
|  | Lota Schwager             | 1                    | 0                   |                      |   |                        |                        |                        |  |  |                      |                      |                      |  |  |                |                |                |
|  | Lota Schwager             | 1                    | 0                   | Rangers              | 0 | 2                      |                        |                        |  |  |                      |                      |                      |  |  |                |                |                |
|  |                           |                      |                     |                      | 0 | 2                      |                        |                        |  |  |                      |                      |                      |  |  |                |                |                |
|  |                           | Unión Española       | 3                   | 2                    |   |                        |                        |                        |  |  |                      |                      |                      |  |  |                |                |                |
|  | Unión Española            | Unión Española       | 3                   | 2                    | 2 | 3                      |                        |                        |  |  |                      |                      |                      |  |  |                |                |                |
|  | Unión Española            |                      |                     |                      | 2 | 3                      |                        |                        |  |  |                      |                      |                      |  |  |                |                |                |
|  | Trasandino                | 2                    | 0                   |                      |   |                        |                        |                        |  |  |                      |                      |                      |  |  |                |                |                |

- Nota: En cada llave, el equipo ubicado en la primera línea es el que ejerce la localía en el partido de vuelta.

### Octavos de final
| 14 de noviembre de 2012, 18:00 | Universidad Católica   | 2:1 (2:0) | Santiago Morning | Estadio San Carlos de Apoquindo, Santiago                |                                                          |
|                                | González 8' · Mier 36' | Reporte   | Reyes 58'        | Asistencia: 1.252 espectadores Árbitro(s): Álvaro García | Asistencia: 1.252 espectadores Árbitro(s): Álvaro García |

| 17 de noviembre de 2012, 18:30 | Santiago Morning | 1:1 (0:1) | Universidad Católica | Estadio San Carlos de Apoquindo, Santiago               |                                                         |
|                                | Hernández 58'    | Reporte   | Silva 43'            | Asistencia: 561 espectadores Árbitro(s): Julio Bascuñán | Asistencia: 561 espectadores Árbitro(s): Julio Bascuñán |

- Universidad Católica ganó 2-3 en el marcador global.

| 31 de octubre de 2012, 21:00 | Coquimbo Unido                                          | 5:1 (1:1) | Palestino      | Estadio Bicentenario Francisco Sánchez Rumoroso, Coquimbo |                                                         |
|                              | Grabowski 25', 69' · Maldonado 71', 84' · Pierani 85' · | Reporte   | Escalona 30' · | Asistencia: 6.417 espectadores Árbitro(s): Franco Arrué   | Asistencia: 6.417 espectadores Árbitro(s): Franco Arrué |

| 7 de noviembre de 2012, 17:00 | Palestino     | 1:3 (0:0) | Coquimbo Unido                                       | Estadio Municipal de La Cisterna, Santiago                   |                                                              |
|                               | Rosende 54' · | Reporte   | Contreras 57' (a.g.) · Grabowski 69' · Pierani 81' · | Asistencia: 1.327 espectadores Árbitro(s): Francisco Caamaño | Asistencia: 1.327 espectadores Árbitro(s): Francisco Caamaño |

- Coquimbo Unido ganó 2-8 en el marcador global.

| 7 de noviembre de 2012, 19:00 | Colo-Colo                                        | 3:1 (0:0) | O'Higgins            | Estadio Monumental, Santiago                            |                                                         |
|                               | Pineda 57' · Olivi 63' (pen.) · Fuenzalida 88' · | Reporte   | Richard Blanco 69' · | Asistencia: 4.911 espectadores Árbitro(s): Carlos Ulloa | Asistencia: 4.911 espectadores Árbitro(s): Carlos Ulloa |

| 17 de noviembre de 2012, 16:00 | O'Higgins                                                    | 5:1 (2:1) | Colo-Colo  | Estadio El Teniente, Rancagua                            |                                                          |
|                                | Sagredo 21' · Figueroa 44', 62' · Fernández 50' · Blanco 82' | Reporte   | Pineda 19' | Asistencia: 11.387 espectadores Árbitro(s): Claudio Puga | Asistencia: 11.387 espectadores Árbitro(s): Claudio Puga |

- O'Higgins ganó 6-4 en el marcador global.

| 7 de noviembre de 2012, 22:00 | San Marcos de Arica | 1:1 (1:0) | Cobreloa     | Estadio Bicentenario Carlos Dittborn, Arica                 |                                                             |
|                               | Frances 5'          | Reporte   | González 73' | Asistencia: 13 729 espectadores Árbitro(s): René De La Rosa | Asistencia: 13 729 espectadores Árbitro(s): René De La Rosa |

| 14 de noviembre de 2012, 16:00 | Cobreloa            | 2:1 (1:1) | San Marcos de Arica | Estadio Municipal de Calama, Calama                           |                                                               |
|                                | Canío 19' · Pol 65' | Reporte   | Castillo 38' ·      | Asistencia: 5.781 espectadores Árbitro(s): Claudio Fuenzalida | Asistencia: 5.781 espectadores Árbitro(s): Claudio Fuenzalida |

- Cobreloa ganó 3-2 en el marcador global.

| 29 de noviembre de 2012, 19:00 | Universidad de Chile               | 3:0 (1:0) | Universidad de Concepción | Estadio Santa Laura, Santiago                            |                                                          |
|                                | Duma 8' · Marino 51' · Morales 88' | Reporte   |                           | Asistencia: 6.527 espectadores Árbitro(s): Álvaro García | Asistencia: 6.527 espectadores Árbitro(s): Álvaro García |

| 2 de diciembre de 2012, 15:30 | Universidad de Concepción | 1:3 (0:3) | Universidad de Chile       | Estadio Municipal Alcaldesa Ester Roa, Concepción       |                                                         |
|                               | Díaz 68'                  | Reporte   | Duma 22', 37' · Castro 43' | Asistencia: 8353 espectadores Árbitro(s): Manuel Acosta | Asistencia: 8353 espectadores Árbitro(s): Manuel Acosta |

- Universidad de Chile ganó 1-6 en el marcador global.

| 1 de noviembre de 2012, 12:00 | Huachipato | 0:0 (0:0) | Unión Temuco | Estadio CAP, Talcahuano                                  |                                                          |
|                               |            | Reporte   |              | Asistencia: 1.627 espectadores Árbitro(s): Nicolás Muñoz | Asistencia: 1.627 espectadores Árbitro(s): Nicolás Muñoz |

| 7 de noviembre de 2012, 20:00 | Unión Temuco                          | 4:1 (2:1) | Huachipato             | Estadio Bicentenario Germán Becker, Temuco                   |                                                              |
|                               | Donoso 27', 65', 70' · Aguilera 39' · | Reporte   | Rodríguez 21' (pen.) · | Asistencia: 1.452 espectadores Árbitro(s): Angelo Hermosilla | Asistencia: 1.452 espectadores Árbitro(s): Angelo Hermosilla |

- Unión Temuco ganó 4-1 en el marcador global.

| 7 de noviembre de 2012, 17:00 | Lota Schwager | 1:0 (0:0) | Rangers | Estadio Municipal Federico Schwager, Coronel             |                                                          |
|                               | Durán 62'     | Reporte   |         | Asistencia: 467 espectadores Árbitro(s): Cristián Andaur | Asistencia: 467 espectadores Árbitro(s): Cristián Andaur |

| 11 de noviembre de 2012, 17:00 | Rangers                                     | 3:0 (1:0) | Lota Schwager | Estadio Fiscal de Talca, Talca                           |                                                          |
|                                | Llanos 3' · Caraglio 55' · Gómez 80' (pen.) | Reporte   |               | Asistencia: 4.981 espectadores Árbitro(s): Enrique Osses | Asistencia: 4.981 espectadores Árbitro(s): Enrique Osses |

- Rangers ganó 3-1 en el marcador global.

| 6 de noviembre de 2012, 19:30 | Trasandino    | 2:2 (2:2) | Unión Española                   | Estadio Regional de Los Andes, Los Andes                  |                                                           |
|                               | Ponce 9', 15' | Reporte   | Vecchio 21' (pen.) · Berardo 41' | Asistencia: 2.800 espectadores Árbitro(s): Cristián Basso | Asistencia: 2.800 espectadores Árbitro(s): Cristián Basso |

| 15 de noviembre de 2012, 19:00 | Unión Española                              | 3:0 (1:0) | Trasandino | Estadio Santa Laura, Santiago                            |                                                          |
|                                | Olarra 37' · Vecchio 47' (pen.) · Jaime 58' | Reporte   |            | Asistencia: 1.154 espectadores Árbitro(s): Manuel Acosta | Asistencia: 1.154 espectadores Árbitro(s): Manuel Acosta |

- Unión Española ganó 5-2 en el marcador global.

### Cuartos de final
| 24 de enero de 2013, 22:00 | Coquimbo Unido            | 2:4 (1:2) | Universidad Católica                                   | Francisco Sánchez Rumoroso, Coquimbo                      |                                                           |
|                            | Pierani 17' · Muñoz 91' · | Reporte   | Cordero 24' · Peralta 37' · Sosa 52' · Fernández 86' · | Asistencia: 6.750 espectadores Árbitro(s): José Campusano | Asistencia: 6.750 espectadores Árbitro(s): José Campusano |

| 30 de enero de 2013, 20:00 | Universidad Católica                                                | 7:1 (3:1) | Coquimbo Unido     | Estadio San Carlos de Apoquindo, Santiago               |                                                         |
|                            | Mier 8', 89' · Martínez 20', 55' · Ramos 28', 83' · Ríos 51' (pen.) | Reporte   | Pierani 11' (pen.) | Asistencia: 5.463 espectadores Árbitro(s): Jorge Osorio | Asistencia: 5.463 espectadores Árbitro(s): Jorge Osorio |

- Universidad Católica ganó 11-3 en el marcador global.

| 20 de enero de 2013, 16:00 | Cobreloa                       | 2:1 (2:0) | O'Higgins       | Estadio Municipal de Calama, Calama                      |                                                          |
|                            | Vidal 4' (a.g) · Cuellar 25' · | Reporte   | Calandria 58' · | Asistencia: 2.051 espectadores Árbitro(s): Manuel Acosta | Asistencia: 2.051 espectadores Árbitro(s): Manuel Acosta |

| 24 de enero de 2013, 19:30 | O'Higgins            | 2:2 (0:1) | Cobreloa                | Estadio El Teniente, Rancagua                              |                                                            |
|                            | Calandria 74', 94' · | Reporte   | Pol 21' · Pizarro 71' · | Asistencia: 3.680 espectadores Árbitro(s): Cristián Andaur | Asistencia: 3.680 espectadores Árbitro(s): Cristián Andaur |

- Cobreloa ganó 3-4 en el marcador global.

| 22 de enero de 2013, 20:00 | Unión Temuco | 0:3 (0:1) | Universidad de Chile                              | Estadio Municipal Germán Becker, Temuco                     |                                                             |
|                            |              | Reporte   | Magalhaes 35' · Cortés 68' · Rodríguez 72' (pen.) | Asistencia: 10.204 espectadores Árbitro(s): Cristián Andaur | Asistencia: 10.204 espectadores Árbitro(s): Cristián Andaur |

| 29 de enero de 2013, 20:00 | Universidad de Chile        | 2:0 (2:0) | Unión Temuco | Estadio Santa Laura, Santiago                             |                                                           |
|                            | Lorenzetti 22' · Cortés 39' | Reporte   |              | Asistencia: 7.241 espectadores Árbitro(s): Julio Bascuñán | Asistencia: 7.241 espectadores Árbitro(s): Julio Bascuñán |

- Universidad de Chile ganó 5-0 en el marcador global.

| 19 de enero de 2013, 18:00 | Unión Española                      | 3:0 (1:0) | Rangers | Estadio Santa Laura, Chile                                 |                                                            |
|                            | Garrido 38' (a.g.) · Gattas 49' 73' | Reporte   |         | Asistencia: 2.458 espectadores Árbitro(s): Rafael Troncoso | Asistencia: 2.458 espectadores Árbitro(s): Rafael Troncoso |

| 22 de enero de 2013, 22:15 | Rangers               | 2:2 (1:1) | Unión Española             | Estadio Fiscal de Talca, Talca                             |                                                            |
|                            | Varas 15' · Silva 60' | Reporte   | Hernández 32' · Scotti 71' | Asistencia: 2.175 espectadores Árbitro(s): Christian Rojas | Asistencia: 2.175 espectadores Árbitro(s): Christian Rojas |

- Unión Española ganó 2-5 en el marcador global.

### Semifinales
| 27 de marzo de 2013, 22:00 | Cobreloa                   | 3:3 (1:1) | Universidad Católica                     | Estadio Tierra de Campeones, Iquique                      |                                                           |
|                            | Pol 36', 49' · Gracián 52' | Reporte   | Meneses 9' · Mirosevic 58' · Álvarez 74' | Asistencia: 1.070 espectadores Árbitro(s): Eduardo Gamboa | Asistencia: 1.070 espectadores Árbitro(s): Eduardo Gamboa |

| 10 de abril de 2013, 20:00 | Universidad Católica                       | 3:1 (1:1) | Cobreloa    | Estadio San Carlos de Apoquindo, Santiago                |                                                          |
|                            | Castillo 32' · Villanueva 80' · Sosa 90+3' | Reporte   | Pol 44' (p) | Asistencia: 4.305 espectadores Árbitro(s): Manuel Acosta | Asistencia: 4.305 espectadores Árbitro(s): Manuel Acosta |

- Universidad Católica ganó 6-4 en el marcador global.

| 27 de marzo de 2013, 19:30 | Unión Española | 0:0 (0:0) | Universidad de Chile | Estadio Santa Laura, Santiago                           |                                                         |
|                            |                | Reporte   |                      | Asistencia: 3.707 espectadores Árbitro(s): Jorge Osorio | Asistencia: 3.707 espectadores Árbitro(s): Jorge Osorio |

| 17 de abril de 2013, 20:00 | Universidad de Chile                             | 0:0 (0:0) (5 – 4 p.)       | Unión Española                            | Estadio Nacional de Chile, Santiago                      |                                                          |
|                            |                                                  | Reporte                    |                                           | Asistencia: 17.845 espectadores Árbitro(s): Claudio Puga | Asistencia: 17.845 espectadores Árbitro(s): Claudio Puga |
|                            |                                                  | Tiros desde el punto penal |                                           |                                                          |                                                          |
|                            | Aránguiz · Fernández · Díaz · González · Herrera |                            | Scotti · Cueva · Castro · Ampuero · Rubio |                                                          |                                                          |

## Final
| Final Copa Chile 2012-13; 8 de mayo de 2013, 20:00 | Universidad Católica | 1:2                   | Universidad de Chile | Estadio Germán Becker, Temuco (Chile)                      |                                                            |
|                                                    | Sosa 12'             | ( 1:1 - 0:1 ) Reporte | Díaz 3' · Duma 90+1' | Asistencia: 15.650 espectadores Árbitro(s): Eduardo Gamboa | Asistencia: 15.650 espectadores Árbitro(s): Eduardo Gamboa |

| 1     | POR   | Cristopher Toselli        |     |
| 7     | DEF   | Rodrigo Valenzuela        |     |
| 11    | DEF   | Hans Martínez             |     |
| 3     | DEF   | Enzo Andía                |     |
| 24    | DEF   | Alfonso Parot             |     |
| 23    | MED   | Gonzalo Sepúlveda         |     |
| 9     | MED   | Fernando Meneses          |     |
| 6     | MED   | Fernando Cordero          |     |
| 21    | MED   | Carlos Villanueva Rolland | 68' |
| 18    | DEL   | Ismael Sosa               | 72' |
| 20    | DEL   | Carlos Bueno              | 31' |
| D. T. | D. T. | Martín Lasarte            |     |

| 25    | POR   | Johnny Herrera     |     |
| 24    | DEF   | Igor Lichnovsky    | 45' |
| 5     | DEF   | Albert Acevedo     |     |
| 13    | DEF   | José Rojas         |     |
| 23    | MED   | Sebastián Martínez | 39' |
| 20    | MED   | Charles Aránguiz   |     |
| 3     | MED   | Eugenio Mena       |     |
| 22    | MED   | Gustavo Lorenzetti | 59' |
| 7     | DEL   | César Cortés       |     |
| 17    | DEL   | Isaac Díaz         |     |
| 30    | DEL   | Juan Ignacio Duma  |     |
| D. T. | D. T. | Darío Franco       |     |

| 5  | Centrocampista | Tomás Costa      | 31' |
| 4  | Defensa        | Cristián Álvarez | 68' |
| 30 | Delantero      | Nicolás Castillo | 72' |

| 18 | Centrocampista | Sergio Velázquez | 39' |
| 11 | Centrocampista | Luciano Civelli  | 45' |
| 8  | Centrocampista | Guillermo Marino | 59' |

| 12' | Ismael Sosa | 1:1 |

| 3' · 90+1' | Isaac Díaz Juan Ignacio Duma | 0:1 1:2 |

| 17' · 67' · 79' | Fernando Meneses Tomás Costa Cristián Álvarez |

| 14' · 49' · 90+2' | Sebastián Martínez Sergio Velázquez Juan Ignacio Duma |

| 27' | Gonzalo Sepúlveda |

| Principal  | Eduardo Gamboa |
| Asistentes | Carlos Astroza |
|            | Sergio Román   |
| Cuarto     | Jorge Osorio   |

|  |                   |    |    |
|  | Tiros a puerta    | 4  | 16 |
|  | Faltas            | 12 | 13 |
|  | Saques de esquina | 0  | 11 |
|  | Penaltis          | 0  | 0  |
|  | Fueras de juego   | 4  | 1  |

| 1     | POR   | Cristopher Toselli        |     |
| 7     | DEF   | Rodrigo Valenzuela        |     |
| 11    | DEF   | Hans Martínez             |     |
| 3     | DEF   | Enzo Andía                |     |
| 24    | DEF   | Alfonso Parot             |     |
| 23    | MED   | Gonzalo Sepúlveda         |     |
| 9     | MED   | Fernando Meneses          |     |
| 6     | MED   | Fernando Cordero          |     |
| 21    | MED   | Carlos Villanueva Rolland | 68' |
| 18    | DEL   | Ismael Sosa               | 72' |
| 20    | DEL   | Carlos Bueno              | 31' |
| D. T. | D. T. | Martín Lasarte            |     |

| 25    | POR   | Johnny Herrera     |     |
| 24    | DEF   | Igor Lichnovsky    | 45' |
| 5     | DEF   | Albert Acevedo     |     |
| 13    | DEF   | José Rojas         |     |
| 23    | MED   | Sebastián Martínez | 39' |
| 20    | MED   | Charles Aránguiz   |     |
| 3     | MED   | Eugenio Mena       |     |
| 22    | MED   | Gustavo Lorenzetti | 59' |
| 7     | DEL   | César Cortés       |     |
| 17    | DEL   | Isaac Díaz         |     |
| 30    | DEL   | Juan Ignacio Duma  |     |
| D. T. | D. T. | Darío Franco       |     |

| 5  | Centrocampista | Tomás Costa      | 31' |
| 4  | Defensa        | Cristián Álvarez | 68' |
| 30 | Delantero      | Nicolás Castillo | 72' |

| 18 | Centrocampista | Sergio Velázquez | 39' |
| 11 | Centrocampista | Luciano Civelli  | 45' |
| 8  | Centrocampista | Guillermo Marino | 59' |

| 12' | Ismael Sosa | 1:1 |

| 3' · 90+1' | Isaac Díaz Juan Ignacio Duma | 0:1 1:2 |

| 17' · 67' · 79' | Fernando Meneses Tomás Costa Cristián Álvarez |

| 14' · 49' · 90+2' | Sebastián Martínez Sergio Velázquez Juan Ignacio Duma |

| 27' | Gonzalo Sepúlveda |

| Principal  | Eduardo Gamboa |
| Asistentes | Carlos Astroza |
|            | Sergio Román   |
| Cuarto     | Jorge Osorio   |

|  |                   |    |    |
|  | Tiros a puerta    | 4  | 16 |
|  | Faltas            | 12 | 13 |
|  | Saques de esquina | 0  | 11 |
|  | Penaltis          | 0  | 0  |
|  | Fueras de juego   | 4  | 1  |

| 1     | POR   | Cristopher Toselli        |     |
| 7     | DEF   | Rodrigo Valenzuela        |     |
| 11    | DEF   | Hans Martínez             |     |
| 3     | DEF   | Enzo Andía                |     |
| 24    | DEF   | Alfonso Parot             |     |
| 23    | MED   | Gonzalo Sepúlveda         |     |
| 9     | MED   | Fernando Meneses          |     |
| 6     | MED   | Fernando Cordero          |     |
| 21    | MED   | Carlos Villanueva Rolland | 68' |
| 18    | DEL   | Ismael Sosa               | 72' |
| 20    | DEL   | Carlos Bueno              | 31' |
| D. T. | D. T. | Martín Lasarte            |     |

| 25    | POR   | Johnny Herrera     |     |
| 24    | DEF   | Igor Lichnovsky    | 45' |
| 5     | DEF   | Albert Acevedo     |     |
| 13    | DEF   | José Rojas         |     |
| 23    | MED   | Sebastián Martínez | 39' |
| 20    | MED   | Charles Aránguiz   |     |
| 3     | MED   | Eugenio Mena       |     |
| 22    | MED   | Gustavo Lorenzetti | 59' |
| 7     | DEL   | César Cortés       |     |
| 17    | DEL   | Isaac Díaz         |     |
| 30    | DEL   | Juan Ignacio Duma  |     |
| D. T. | D. T. | Darío Franco       |     |

| 5  | Centrocampista | Tomás Costa      | 31' |
| 4  | Defensa        | Cristián Álvarez | 68' |
| 30 | Delantero      | Nicolás Castillo | 72' |

| 18 | Centrocampista | Sergio Velázquez | 39' |
| 11 | Centrocampista | Luciano Civelli  | 45' |
| 8  | Centrocampista | Guillermo Marino | 59' |

| 12' | Ismael Sosa | 1:1 |

| 3' · 90+1' | Isaac Díaz Juan Ignacio Duma | 0:1 1:2 |

| 17' · 67' · 79' | Fernando Meneses Tomás Costa Cristián Álvarez |

| 14' · 49' · 90+2' | Sebastián Martínez Sergio Velázquez Juan Ignacio Duma |

| 27' | Gonzalo Sepúlveda |

| Principal  | Eduardo Gamboa |
| Asistentes | Carlos Astroza |
|            | Sergio Román   |
| Cuarto     | Jorge Osorio   |

|  |                   |    |    |
|  | Tiros a puerta    | 4  | 16 |
|  | Faltas            | 12 | 13 |
|  | Saques de esquina | 0  | 11 |
|  | Penaltis          | 0  | 0  |
|  | Fueras de juego   | 4  | 1  |

| 1     | POR   | Cristopher Toselli        |     |
| 7     | DEF   | Rodrigo Valenzuela        |     |
| 11    | DEF   | Hans Martínez             |     |
| 3     | DEF   | Enzo Andía                |     |
| 24    | DEF   | Alfonso Parot             |     |
| 23    | MED   | Gonzalo Sepúlveda         |     |
| 9     | MED   | Fernando Meneses          |     |
| 6     | MED   | Fernando Cordero          |     |
| 21    | MED   | Carlos Villanueva Rolland | 68' |
| 18    | DEL   | Ismael Sosa               | 72' |
| 20    | DEL   | Carlos Bueno              | 31' |
| D. T. | D. T. | Martín Lasarte            |     |

| 25    | POR   | Johnny Herrera     |     |
| 24    | DEF   | Igor Lichnovsky    | 45' |
| 5     | DEF   | Albert Acevedo     |     |
| 13    | DEF   | José Rojas         |     |
| 23    | MED   | Sebastián Martínez | 39' |
| 20    | MED   | Charles Aránguiz   |     |
| 3     | MED   | Eugenio Mena       |     |
| 22    | MED   | Gustavo Lorenzetti | 59' |
| 7     | DEL   | César Cortés       |     |
| 17    | DEL   | Isaac Díaz         |     |
| 30    | DEL   | Juan Ignacio Duma  |     |
| D. T. | D. T. | Darío Franco       |     |

| 5  | Centrocampista | Tomás Costa      | 31' |
| 4  | Defensa        | Cristián Álvarez | 68' |
| 30 | Delantero      | Nicolás Castillo | 72' |

| 18 | Centrocampista | Sergio Velázquez | 39' |
| 11 | Centrocampista | Luciano Civelli  | 45' |
| 8  | Centrocampista | Guillermo Marino | 59' |

| 12' | Ismael Sosa | 1:1 |

| 3' · 90+1' | Isaac Díaz Juan Ignacio Duma | 0:1 1:2 |

| 17' · 67' · 79' | Fernando Meneses Tomás Costa Cristián Álvarez |

| 14' · 49' · 90+2' | Sebastián Martínez Sergio Velázquez Juan Ignacio Duma |

| 27' | Gonzalo Sepúlveda |

| Principal  | Eduardo Gamboa |
| Asistentes | Carlos Astroza |
|            | Sergio Román   |
| Cuarto     | Jorge Osorio   |

|  |                   |    |    |
|  | Tiros a puerta    | 4  | 16 |
|  | Faltas            | 12 | 13 |
|  | Saques de esquina | 0  | 11 |
|  | Penaltis          | 0  | 0  |
|  | Fueras de juego   | 4  | 1  |

## Campeón
| Copa Chile                              |
|                                         |
| Campeón Universidad de Chile 4.º título |

## Goleadores
Fecha de actualización: 8 de mayo de 2013.
| Jugador           | Equipo               | Goles |
| ----------------- | -------------------- | ----- |
| Matías Donoso     | Unión Temuco         | 8     |
| Diego de Gregorio | Barnechea            | 8     |
| Mario Pierani     | Coquimbo Unido       | 7     |
| Sebastián Pol     | Cobreloa             | 7     |
| Boris Sagredo     | O'Higgins            | 6     |
| Juan Ignacio Duma | Universidad de Chile | 6     |

## Tabla General
| Equipo | Equipo                    | Pts | PJ | PG | PE | PP | GF | GC | Dif | Rend. |
| ------ | ------------------------- | --- | -- | -- | -- | -- | -- | -- | --- | ----- |
| 1      | Universidad de Chile (C)  | 26  | 13 | 7  | 5  | 1  | 28 | 10 | 18  | 66,7% |
| 2      | Universidad Católica      | 23  | 13 | 7  | 2  | 4  | 33 | 23 | 10  | 58,9% |
| 3      | Unión Española            | 26  | 12 | 7  | 5  | 0  | 29 | 8  | 21  | 72,2% |
| 4      | Cobreloa                  | 20  | 12 | 5  | 5  | 2  | 21 | 16 | 5   | 55,7% |
| 5      | O'Higgins                 | 17  | 10 | 5  | 2  | 3  | 24 | 12 | 12  | 56,7% |
| 6      | Unión Temuco              | 15  | 10 | 4  | 3  | 3  | 18 | 14 | 4   | 50%   |
| 7      | Rangers                   | 14  | 10 | 4  | 2  | 4  | 13 | 13 | 0   | 46,7% |
| 8      | Coquimbo Unido            | 14  | 10 | 4  | 2  | 4  | 19 | 22 | -3  | 46,7% |
| 9      | Huachipato                | 16  | 8  | 5  | 1  | 2  | 16 | 6  | 10  | 66,7% |
| 10     | Trasandino                | 14  | 8  | 4  | 2  | 2  | 11 | 12 | -1  | 58,3% |
| 11     | Colo-Colo                 | 13  | 8  | 4  | 1  | 3  | 21 | 14 | 7   | 54,2% |
| 12     | San Marcos de Arica       | 12  | 8  | 3  | 3  | 2  | 16 | 14 | 2   | 50,0% |
| 13     | Santiago Morning          | 12  | 8  | 3  | 3  | 2  | 12 | 14 | -2  | 50,0% |
| 14     | Universidad de Concepción | 11  | 8  | 3  | 2  | 3  | 11 | 13 | -2  | 61,1% |
| 15     | Lota Schwager             | 11  | 8  | 3  | 2  | 3  | 6  | 10 | -4  | 45,8% |
| 16     | Palestino                 | 10  | 8  | 3  | 1  | 4  | 13 | 20 | -7  | 41,7% |
| 17     | Colchagua                 | 9   | 6  | 2  | 3  | 1  | 7  | 5  | 2   | 50,0% |
| 18     | Barnechea                 | 8   | 6  | 2  | 2  | 2  | 17 | 16 | 1   | 44,4% |
| 19     | Deportes Puerto Montt     | 8   | 6  | 2  | 2  | 2  | 9  | 9  | 0   | 44,4% |
| 20     | Deportes Antofagasta      | 8   | 6  | 2  | 2  | 2  | 10 | 11 | -1  | 44,4% |
| 21     | Unión La Calera           | 8   | 6  | 2  | 2  | 2  | 6  | 8  | -2  | 44,4% |
| 22     | Deportes La Serena        | 7   | 6  | 2  | 1  | 3  | 11 | 9  | 2   | 38,9% |
| 23     | Ñublense                  | 7   | 6  | 2  | 1  | 3  | 6  | 8  | -2  | 38,9% |
| 24     | Cobresal                  | 6   | 6  | 2  | 0  | 4  | 8  | 11 | -3  | 33,3% |
| 25     | Magallanes                | 6   | 6  | 1  | 3  | 2  | 9  | 15 | -6  | 33,3% |
| 26     | Unión San Felipe          | 5   | 6  | 1  | 2  | 3  | 8  | 17 | -9  | 27,8% |
| 27     | Santiago Wanderers        | 4   | 6  | 1  | 1  | 4  | 8  | 12 | -4  | 22,2% |
| 28     | Deportes Concepción       | 4   | 6  | 1  | 1  | 4  | 4  | 13 | -9  | 22,2% |
| 29     | Iberia                    | 3   | 6  | 1  | 0  | 5  | 10 | 19 | -9  | 16,7% |
| 30     | Deportes Iquique          | 2   | 6  | 0  | 2  | 4  | 9  | 16 | -7  | 11,1% |
| 31     | Audax Italiano            | 2   | 6  | 0  | 2  | 4  | 7  | 16 | -9  | 11,1% |
| 32     | San Antonio Unido         | 1   | 6  | 0  | 1  | 5  | 3  | 17 | -14 | 5,6%  |
| 33     | Provincial Talagante      | 3   | 2  | 1  | 0  | 1  | 6  | 6  | 0   | 50,0% |
| 34     | Deportes Temuco           | 3   | 2  | 1  | 0  | 1  | 1  | 1  | 0   | 50,0% |
| 35     | Everton                   | 3   | 2  | 1  | 0  | 1  | 3  | 4  | -1  | 50,0% |
| 36     | Deportes Valdivia         | 3   | 2  | 1  | 0  | 1  | 2  | 3  | -1  | 50,0% |
| 37     | Provincial Osorno         | 3   | 2  | 1  | 0  | 1  | 2  | 3  | -1  | 50,0% |
| 38     | Fernández Vial            | 3   | 2  | 1  | 0  | 1  | 1  | 4  | -3  | 50,0% |
| 39     | San Luis                  | 1   | 2  | 0  | 1  | 1  | 2  | 3  | -1  | 16,7% |
| 40     | Deportes Linares          | 1   | 2  | 0  | 1  | 1  | 2  | 4  | -2  | 16,7% |
| 41     | Curicó Unido              | 1   | 2  | 0  | 1  | 1  | 0  | 3  | -3  | 16,7% |
| 42     | Deportes Melipilla        | 1   | 2  | 0  | 1  | 1  | 3  | 7  | -4  | 16,7% |
| 43     | Enfoque                   | 0   | 2  | 0  | 0  | 2  | 3  | 6  | -3  | 0,0%  |
| 44     | Naval                     | 0   | 2  | 0  | 0  | 2  | 2  | 5  | -3  | 0,0%  |
| 45     | Deportes Copiapó          | 0   | 2  | 0  | 0  | 2  | 2  | 6  | -4  | 0,0%  |
| 46     | Deportes Quilicura        | 0   | 2  | 0  | 0  | 2  | 0  | 6  | -6  | 0,0%  |